# Grzegorz Długosz
Grzegorz Długosz (ur. 1 lutego 1995 r.) – polski strzelec sportowy specjalizujący się w strzelaniu z pistoletu, mistrz świata juniorów.

## Życiorys
W 2019 roku skończył studia na kierunku bezpieczeństwo narodowe na Wydziale Ekonomii i Zarządzania Uniwersytetu Zielonogórskiego.
W 2013 roku został mistrzem Europy juniorów w Osijeku w zawodach drużynowych pistoletu dowolnego z 50 metrów. W drużynie byli również Kamil Gersten i Jerzy Pietrzak.